# Inazuma Eleven
 (mars 2011).
Si vous disposez d'ouvrages ou d'articles de référence ou si vous connaissez des sites web de qualité traitant du thème abordé ici, merci de compléter l'article en donnant les références utiles à sa vérifiabilité et en les liant à la section « Notes et références ».
Inazuma Eleven (イナズマイレブン, Inazuma Irebun) est une série de jeux vidéo de jeu de rôle, également adaptée en manga et anime homonymes. Inazuma Eleven est une série très populaire au Japon.

## Jeux

### Série principale
- Inazuma Eleven est sorti sur Nintendo DS le 22 août 2008 au Japon, vendu à environ 360 000 exemplaires selon Famitsu. Il est sorti en France le 28 janvier 2011.
- Inazuma Eleven 2 est édité en deux versions, Blizzard (Tempête de Glace) et Firestorm (Tempête de Feu), le 1er octobre 2009 sur Nintendo DS au Japon. Le jeu sort le 16 mars 2012 en France.
- Inazuma Eleven 3 est édité d'abord en deux versions, Bomber et Spark, sont sortis le 1er juillet 2010 au Japon. La franchise débarque le 27 septembre 2013 en Europe. Une 3e version nommée The Ogre est sorti le 16 décembre 2010 au Japon sur Nintendo DS, en référence au film sorti quelques jours après la commercialisation de cet opus. C’est durant l’année 2014 que le jeu Inazuma Eleven 3 : Tous unis contre les Ogres arrivent en France.
- Inazuma Eleven GO est édité en deux versions, Dark et Shine (Ombre et Lumière en VF), le 15 décembre 2011 au Japon et en juin 2014 en Europe sur Nintendo 3DS.
- Inazuma Eleven GO 2: Chrono Stone est édité en deux versions, Brasier et Tonnerre, en 2012 au Japon et le 27 mars 2015 en Europe sur Nintendo 3DS.
- Inazuma Eleven 1,2,3!! Legend of Endo Mamoru est une compilation des trois premiers volumes sortis uniquement au Japon sur Nintendo 3DS.
- Inazuma Eleven GO 3: Galaxy est édité en deux versions, Supernova et Big Bang, en 2013 au Japon sur Nintendo 3DS.
- Inazuma Eleven: Victory Road est prévu pour 2025 sur Nintendo Switch, Nintendo Switch 2, PC (Steam), PlayStation 4,PlayStation 5 et Xbox Series.

### Jeux dérivés
- Inazuma Eleven Strikers est sorti le 16 juillet 2011 au Japon et le 28 septembre 2012 en Europe sur Wii.
- Inazuma Eleven Strikers 2012 Xtreme est sorti le 22 décembre 2011 au Japon sur Wii.
- Inazuma Eleven GO Strikers 2013 est sorti le 20 décembre 2012 au Japon sur Wii.
- Inazuma Eleven Everyday est sorti le 20 décembre 2012 au Japon sur Nintendo 3DS
- Inazuma Eleven 1･2･3!! La légende de Mark Evans est sorti le 27 décembre 2012 au Japon sur Nintendo 3DS
- Inazuma Eleven SD est sorti le 3 janvier 2020 au Japon sur iOS et Android

### Remake
- Inazuma Eleven RE, remake du premier jeu, prévu sur Nintendo Switch, PlayStation 5, PlayStation 4 et Windows via Steam pour 2026[1].

### Jeux annulés
- Inazuma Eleven Future, qui devait sortir sur iOS et Android

## Adaptations

### Anime
Une série animée de 127 épisodes, réalisée par OLM, a été diffusée à partir d'octobre 2008 sur TV Tokyo. Son scénario est le même que celui du jeu vidéo. À l'instar de la série Pokémon, dont l'anime est réalisé par le même studio et est diffusé sur la même chaîne, la diffusion de cet anime a permis aux jeux de se vendre durant de nombreux mois. Lors de la conférence 2009 du Level-5 Vision, l'éditeur Level-5 annonce que la série animée avait rencontré un grand succès au Japon avec des millions de fans[réf. nécessaire]. Le film Inazuma Eleven : Tous unis contre l'équipe Ultime Ogre ! est sorti au cinéma japonais le 18 décembre 2010. Le film a fait plus de 1,7 million d’entrées.
La série fait son entrée sur la scène européenne en été 2010. Elle est diffusée le 18 juillet 2010 en Espagne, Portugal et Italie. La série rencontre un grand succès. En 2011, l’anime est diffusé dans plus de 40 pays dans le monde. Au Brésil, l’épisode 1 a été visionné par plus de 1 million de téléspectateurs.[réf. nécessaire]
Elle est remplacée en mai 2011 par une série dérivée, Inazuma Eleven GO. Inazuma Eleven Go est représenté avec d'autres personnages dont Arion qui est là le personnage principal. Dans certains épisodes, on voit les anciens de Inazuma Eleven, surtout Mark, qui est l'entraîneur de Raimon. Malheureusement, les règles des matchs ont changé à cause du 5e secteur qui est dirigé par Axel Blaze dit Alex Zabel, le légendaire buteur de Raimon. Le 5e secteur donne des restrictions de points.
Deux autres séries d'animation, Inazuma Eleven: Ares no Tenbin et Inazuma Eleven: Orion no Kokuin, sont diffusées entre 2018 et 2019.

### Manga
Le manga est publié dans le magazine hebdomadaire pour enfants CoroCoro Comic, le même qui publie le manga Pokémon. Level-5 a annoncé en août 2009 qu'il était actuellement le plus populaire des mangas publiés dans ce magazine[réf. nécessaire]. À cette époque, il était l’un des mangas les plus suivis au Japon.